# تلفزيون ناسا
قناة ناسا الفضائية أو رسمياً تلفزيون ناسا (بالإنجليزية: NASA TV) هي قناة تلفزيونية، يقع مقرها في واشنطن العاصمة وهي مملوكة لناسا.
قناة ناسا الفضائية او  رسميا تلفزيون ناسا هي قناة تلفزيونية يقع مقرها في واشنطن العاصمة، تلفزيون ناسا هي الشبكة الرسمية للبث المجاني على الهواء للأحداث المباشرة و المحتوى الأصلي بما في ذلك عمليات الإطلاق و السير في الفضاء و يمكن من خلالها مشاهدة بث مباشر للمركبات  الفضائية والمحطات الفضائية، وتتبع أحدث الاكتشافات العلمية و المهمات الفضائية تتيح هذه القناة فرصة رائعة لاكتشاف أسرار الكون و التعلم عن عالم الفضاء.
قد تحمل أجهزة إعادة الإرسال التلفزيونية تلفزيون ناسا وفقا لتقديرها الخاص، حيث يعتبر المحتوى الذي أنشأته ناسا عملا للحكومة الأمريكية وهو ضمن المجال العام. يتوفر تلفزيون ناسا أيضا عبر العديد من خدمات الكابل والأقمار الصناعية والخدمات الإعلامية الشاملة في جميع أنحاء العالم. تم إنشاء الشبكة رسميا في أوائل الثمانينيات تزود مديري ومهندسي ناسا بفيديو في الوقت الفعلي للبعثات.
قامت ناسا بتشغيل خدمة تلفزيونية منذ بداية البرنامج الفضائي لأغراض أرشيفية، وتزويد وسائل الإعلام بلقطات فيديو حول الفضاء .
تبث الشبكة كمية كبيرة من البرامج التعليمية وتوفر تغطية حية لمجموعة من البعثات المأهولة (بما في ذلك محطة الفضاء الدولية) والبعثات الروبوتية وعمليات الإطلاق المحلية والدولية. أكملت الشبكة تحويلها من الإرسال التناظري إلى الإرسال الرقمي في أواخر عام 2005 بعد إطلاق STS-114، مما أنهى فترة من البث التناظري والرقمي المزدوج. ومع ذلك، قد لا تزال بعض أنظمة تلفزيون الكابل لديها.
يتم إرساله بشكل تناظري قبل انتقال التلفزيون الرقمي الأمريكي. يستخدم رابط القمر الصناعي نظام DVB-S للإرسال.

## وصلات خارجية
- الموقع الإلكتروني